# Piuro
Piuro är en ort och kommun i provinsen Sondrio i regionen Lombardiet i Italien. Kommunen hade 1 915 invånare (2018).